# Cratere Ganswindt
Ganswindt è un cratere lunare intitolato al fisico ed inventore Hermann Ganswindt che si trova vicino al polo sud del lato nascosto della Luna. È adiacente alla parte sudoccidentale dell'enorme cratere Schrödinger e si sovrappone parzialmente al cratere Idel'son più piccolo a sud.
Il bordo è approssimativamente circolare ma irregolare, in particolare lungo il bordo meridionale. La maggior parte del fondo interno è ricoperto da creste frastagliate ed è presente un piccolo cratere nella sezione sud orientale. Poiché la luce del sole entra verso l'interno del cratere con un angolo basso, la parte settentrionale è sempre in ombra.